# 알파인 라인 계곡

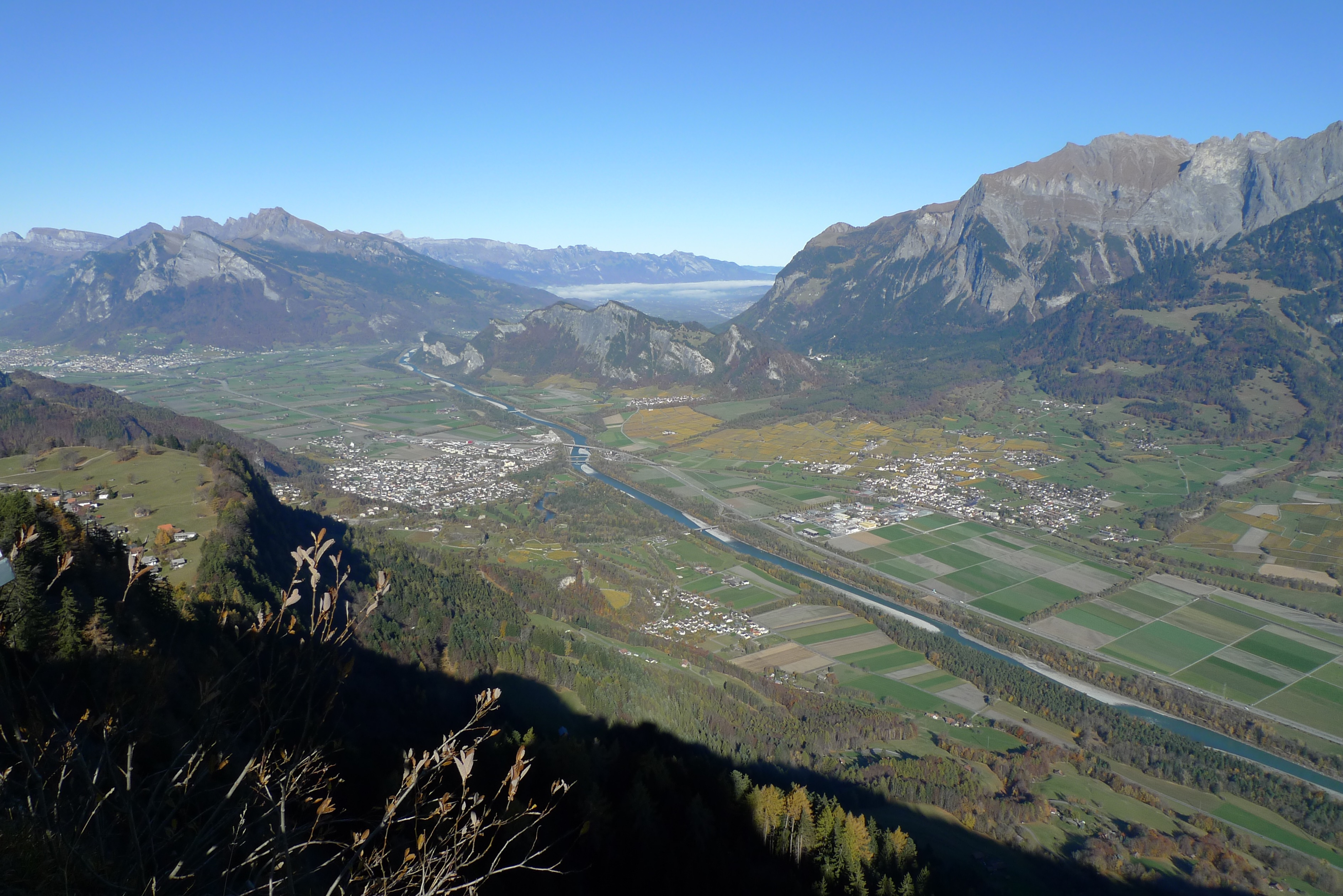
그리종 라인 계곡의 끝

알파인 라인 계곡(Alpenrheintal)은 알파인 라인(Alpenrhein)의 일부에 의해 형성된 빙하 고산 계곡이다. 라이헤나우의 전방 라인과 후방 라인의 합류점과 콘스탄스 호수의 알파인 라인 하구 사이에 형성되어 있다. 3개국에 걸쳐 있으며 알파인 라인의 전체 길이는 93.5km이다.
라이헨나우에서 알파인 라인은 동쪽으로 흐르고 쿠어를 지나 북쪽으로 돌아간 후 란트콰르트에서 북동쪽으로 방향을 틀고 자르간스의 동쪽으로 대략 북쪽으로 흐른다. 여기서부터 알프스 라인은 서쪽의 스위스 장크트갈렌주와 동쪽의 리히텐슈타인 공국 사이의 경계를 형성한다. 약 28km 더 내려가면 라인강은 오스트리아 연방 주인 포랄베르크와 만나 마침내 린다우 남쪽의 콘스탄스 호수로 흐른다. 더 이상 라인 계곡의 일부가 아니다. 스위스-오스트리아 국경은 역사적으로 유서 깊은 라인강을 따라 흐르지만, 오늘날 강은 마지막 5km 동안 오스트리아 내의 인공 운하를 따라 흐른다.
라인 계곡의 상부 3분의 1은 알프스 계곡의 특성을 가지고 있으며, 약 1~4km 너비의 바닥 평야를 둘러싸고 있다. 파두츠의 하류에서는 계곡이 상당히 넓어져 콘스탄스 호수의 남동쪽 기슭을 따라 아래쪽 끝에서 폭이 약 10km에 달하는 넓은 평야로 발전한다. 라인강이 콘스탄스 호수에서 출현한 지점에서 하이라인강으로 알려져 있다.
알파인 라인의 오른쪽 지류는 쿠어의 플레수어강, 같은 이름의 란트콰르트강, 펠트키르히 근처 오스트리아 평야의 어퍼 랜드에 있는 일과 프루츠이다. 알파인 라인의 왼쪽에는 주요 지류가 없다. 왼쪽에서 합류하는 개울은 쿠어의 올디스바흐, 운터바츠의 코젠츠, 타르티스브뤼케의 세게, 바트 라가츠의 타미나, 부히스의 토벨바흐, 감스의 지믈이다. 장크트갈 라인 계곡의 모든 왼쪽 지류는 라인탈러 비넨카날에 의해 수집된다. 알터라인강에 의해 콘스탄스 호수로 흐르고 더 이상 알파인 라인과 만나지 않는다.

## 지리
알파인 라인 계곡은 알프스와 그 산맥(특히 알프슈타인, 플레쉬르알펜, 레티콘, 칼란다, 알불라 알프스 및 글라너 알프스)과 접해 있으며 일부는 3,000m 이상이다. 가장 높은 산인 린겔슈피츠는 타민스 옆에서 시작된다. 3,247m로 장크트갈렌주의 가장 높은 봉우리로 남동쪽으로 계곡과 접한다.